# Ernst Sigismund Fischer
Ernst Sigismund Fischer (Vienna, 12 luglio 1875 – Colonia, 14 novembre 1954) è stato un matematico austriaco, che lavorò a fianco di Franz Mertens e Hermann Minkowski alle università di Vienna e Zurigo. Divento successivamente professore all'università di Erlangen, dove collaborò con Emmy Noether.
La sua area di ricerca era l'analisi matematica, dove si interessò delle successioni ortonormali di funzioni, argomento che diede le basi alla teoria degli spazi di Hilbert.
Dimostrò nel 1907, indipendentemente da Frigyes Riesz, il teorema di Riesz-Fischer, che ancora porta il suo nome.